# 必嘉老線延伸計劃
必嘉老線延伸計畫（英語：Bakerloo line extention）是伦敦地铁贝克卢线在伦敦南部的拟定延伸线，最新計劃是从其目前的终点站象堡站延伸至劉易舍姆站。

## 歷史
2006 年 11 月，倫敦交通局發布了一份倫敦交通戰略報告《2025 年交通：不斷發展的城市面臨的交通挑戰》。該報告考慮了倫敦的各種長期交通改善措施，其中貝克盧線南延線被認為是倫敦地鐵延伸至大倫敦南部的最有利選擇。它考慮了貝克盧線的三種從象堡出發的南延路線；擬議的路線要麼向南至坎伯韋爾和斯特雷特姆，要麼向東至貝肯納姆和海耶斯（Hayes）：

選項 1：經伯吉斯公園，向東至佩卡姆黑麥和卡特福德橋，可選擇接駁海耶斯線，終點站為海耶斯
選項 2：南下至坎伯韋爾綠地，然後前往赫恩山和斯特里漢姆山，並在圖爾斯山設立一條支線，接管通往貝肯納姆交匯站的國家鐵路線

選項 3：與選項 1 類似的路線，但經過伯吉斯公園後，途經老肯特路和新十字，然後在劉易舍姆匯入海耶斯線，並最終抵達海耶斯。
2007 年，倫敦交通局編制了一份關於貝克盧線從象堡南延的可行性報告，潛在路線包括向南延伸至坎伯韋爾和斯特里漢姆，或向東延伸至貝肯漢姆和海耶斯。不過，時任大倫敦市長鮑里斯·約翰遜表示，倫敦交通局目前的重點是更新和升級現有線路，在後續的商業計劃中，該線路的延伸工作要到 2010 年代中期才會開始。
2010 年 5 月，約翰遜公佈了《市長交通戰略》（MTS），概述了市長對首都公共交通的計劃。 MTS 特別支持貝克盧線的南延，並指出這將利用貝克盧線的閒置運力，為交通連通性較差的地區提供服務，並緩解通往倫敦市中心的國家鐵路線路的擁堵。然而，該提案被認為是一個長期項目，需要倫敦交通局進一步研究。
2010 年，劉易舍姆議會的顧問報告分析了貝克盧線南延線各種不同走線的成本和收益，成本在 16 億英鎊至 36 億英鎊之間，具體取決於目的地和所選的路線方案。報告還指出，北線延伸至巴特錫的工程和皮卡迪利線升級工程“在投資隊列中處於領先地位”，因此貝克盧線南延工程不太可能在 2020 年代開始。倫敦交通局的觀點是，「海斯方案的一個關鍵優勢是，它釋放了通往倫敦橋的火車路徑」。
2011 年 7 月，英國鐵路網公司發布了針對倫敦和東南部地區的長期規劃文件－《路線利用策略》（RUS）。該提案建議將貝克盧線從象堡延伸至劉易舍姆，在那裡貝克盧線將接管通往海耶斯的線路，從而釋放國家鐵路通往查令十字車站的運力。2012 年 1 月，該公司發布了其倫敦和東南鐵路建議的摘要，其中指出需要對貝克盧線南延進行進一步的可行性研究。2012 年 3 月，劉易舍姆議會貝克盧線延線顧問表示：“有充分到強勁的理由，但並非壓倒性的理由興建貝克盧線延線”，並解釋說倫敦地區的許多其他鐵路項目正在競爭資金，包括 2 號橫貫鐵路和地鐵升級工程。
2013 年初，約翰遜確認，倫敦交通局正在對貝克盧線延線項目進行詳細的可行性研究，而南華克區議會正在計算延線走線一帶需發展到甚麼程度，才能使延線具經濟可行性。2014 年初，約翰遜表示，老肯特路將被指定為機會區，這引發了人們的擔憂，即這可能會導致倫敦交通局選擇南延線途經老肯特路而不是坎伯韋爾。 2014 年 7 月，《倫敦基礎設施計畫 2050》進一步支持貝克盧線南延線作為倫敦的長期交通計畫。

#### 2014年：初步路線諮詢

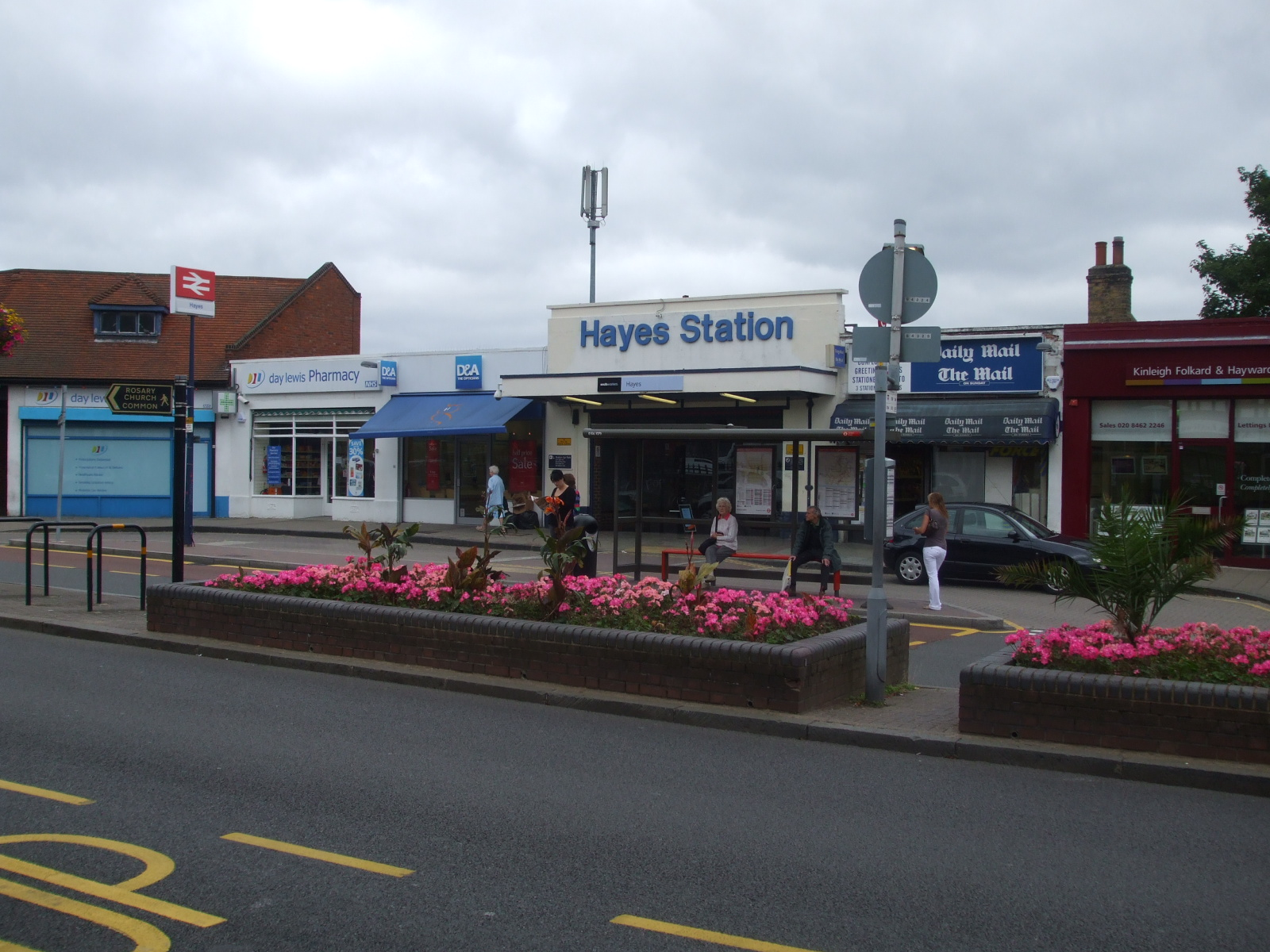
海耶斯站（Hayes Station）：擬議的遠期貝克盧線南延終點站。該站目前於平日離峰時段提供每小時4班前往查令十字車站的國鐵列車服務。

2014 年 9 月，倫敦交通局就貝克盧線南延線啟動首次公眾諮詢。該提案包括建造一條從象堡到劉易舍姆的新隧道，然後利用劉易舍姆以南的既有鐵路線進一步分別延伸至貝肯納姆交匯和海耶斯站。延線工程的成本約為 20 億至 30 億英鎊，計劃於 2020 年代中期開工，竣工時間為 2030 年代初至中期 。作為諮詢的一部分，該局徵求了公眾對各種路線選擇的意見：
- 選擇 1a：直接向東南方經老肯特路前往新十字門站，中途設有 2 個車站；或
- 選擇 1b：先向南、途經坎伯韋爾和佩卡姆黑麥站，後再往東至新十字門站
- 選擇 2：將路線從貝肯納姆交匯站進一步東延至布羅姆利。

此次諮詢得到了公眾的廣泛支持，倫敦議會議員、代表當地的國會議員以及南華克區、劉易舍姆區和格林尼治區等地方自治市鎮都公開支持該提議。然而，布羅姆利區議會稱該延線計劃“不可接受”，因為這可能會導致布羅姆利至倫敦橋的快速列車減少。隨後，一些劉易舍姆議員指責布羅姆利議員反對延線。其他行政區也遊說尋求替代路線：克羅伊登區議會於 2015 年 7 月建議，南延線應至克羅伊登，而非布羅姆利。
諮詢之後，倫敦交通局分析了收到的各種回應，並評估了建議的各種路線選擇。評估的路線目的地包括斯特里漢姆、水晶宮、克羅伊登、奧爾平頓和布羅姆利、伍利奇兵工廠（途經德普特福德），以及最初提議的通往海耶斯和貝肯納姆交匯站的路線。
2015 年 12 月，倫敦交通局公佈了諮詢結果，指出已收到超過 15,000 份回复，其中 96% 贊成延線。最終，委員會得出結論，建議經由老肯特路向劉易舍姆延伸，因為沿途有空間建造 25,000 套新住宅，而且建設成本比方案 1b（途經坎伯韋爾和佩卡姆黑麥）低 4.8 億英鎊。第一期將建造至劉易舍姆的延伸部分，因為這樣建造起來更容易、更便宜、干擾也更小。進一步南延至海耶斯和貝肯納姆或布羅姆利將在更遠的未來另行考慮。坎伯韋爾的活動人士對首選路線公告表示“非常失望”，並指出他們將推動建造坎伯韋爾火車站。在南華克，活動人士對此消息表示歡迎，表示他們將推動坎伯韋爾和老肯特路支線的建設。倫敦交通局表示，現在將開始對擴建工程進行詳細的技術工作，並將於 2016 年進行進一步的諮詢。

#### 2017年：車站選擇諮詢

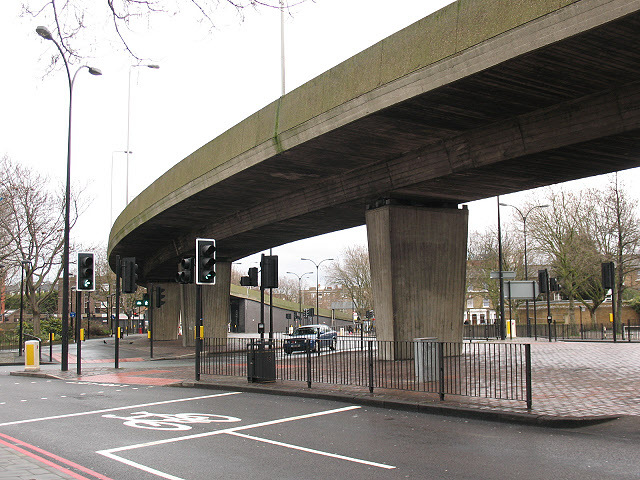
倫敦交通局曾擬議於砌磚工臂（Bricklayers Arms）建造通風井

2017 年 2 月，倫敦交通局啟動詳細諮詢，考察通往劉易舍姆擬議路線沿線車站和通風井的潛在選址。顧問建議在老肯特路上設立兩個新車站（每個車站有兩個位置選擇），並在新十字門和劉易舍姆設立換乘站。諮詢也指出，現有的象堡站需要進行擴建和改進工作，以提供與北線和國家鐵路服務的更好連繫。當地活動人士普遍對此諮詢表示歡迎，但對擬在法拉第花園（當地一個公園）和砌磚工臂（Bricklayers Arms）建造通風井的計劃提出了批評，因為後者曾要求在這兩個地方增設車站。森寶利批評了新十字門站的擬定位置，表示其更傾向於將車站設在另一位置，這樣就可以在新十字門零售園區建造 1,500 套住宅和一家新超市。
2017 年 7 月，倫敦交通局公佈了對該諮詢的初步回應，並指出已收到超過 4,800 份回應。將繼續進行進一步的回應分析以及詳細的技術和可行性工作。
2018 年 3 月，格林威治皇家自治市和金絲雀碼頭集團宣布，他們提出了一項替代延線方案，途經瑟里碼頭、金絲雀碼頭、北格林尼治和查爾頓河畔，兩次跨越泰晤士河。這條延線將服務沿線的開發地點，並緩解銀禧線金絲雀碼頭和加拿大塘之間的擁擠狀況。此替代方案遭到「支持貝克盧線」組織的批評。 「支持貝克盧線」是由南華克區和劉易舍姆區議會設立的跨黨派運動團體，由企業、開發商和地方議會組成，旨在推動貝克盧線南延線。
2018 年 9 月，倫敦交通局公佈了 2017 年諮詢中提出的問題的詳細回應。除了確認兩個位於老肯特路的車站的擬定位置外，該報告還提議在象堡的新購物中心下方建立一個新的綜合售票大廳，並採用更直接的路線以減少對通風井的需求。這將排除在砌磚工臂設立車站的可能性。增加一個車站的成本估計約為 2 億英鎊，而更直接的路線可將成本降低約 1 億英鎊，同時還能縮短旅程時間。 在獲得興建延線的許可之前，倫敦交通局還需進行進一步的技術工作，最終詳細諮詢會於 2019 年進行。當地議會和活動人士對延線計畫的確認表示歡迎，但一些居民對砌磚工臂沒有設立車站感到失望。

#### 2019年：詳細諮詢
2019 年 10 月，倫敦交通局宣布進行進一步諮詢，就貝克盧線最終南延方案徵求意見。除了為老肯特路的兩個車站徵求站名建議外，諮詢內容還包括：
- 有關象堡地鐵站新的貝克盧線月台和綜合車站入口的詳細設計，這些設施將作為新購物中心開發項目的一部分同步進行建設[61]。
- 從蘭貝斯北站以南到劉易舍姆站的擬建隧道走線[62]。
- 延線隧道的工地位置 － 擬定的主要工地位於新十字門站[63]。
- 有關未來該項目從劉易舍姆進一步延伸至海耶斯和貝肯納姆交匯的詳細資訊[64]。

與先前的諮詢一樣，當地活動團體、開發商和多個地方議會都支持延線，其中「支持貝克盧線」組織敦促時任英國首相鮑里斯·約翰遜支持延線並分擔其建設成本。倫敦交通局曾警告說，如果不建造延線，老肯特路上只能建造 25,000 套住房中的 9,000 套。
布羅姆利區議會對貝克盧線確認延伸至劉易舍姆表示歡迎，但聲稱延伸至海耶斯的提議已在 2014 年被其“斷然反對”，並且將在回應中對該提議提出質疑。該區議會也表示，更傾向能服務布羅姆利鎮中心的延線選項，而且布羅姆利居民更喜歡搭乘前往倫敦橋的快速列車，而不是地鐵。反對黨議員批評此舉忽視了當地居民的意見，並指出在 2014 年倫敦交通局的諮詢中，68% 的布羅姆利居民支持將路線延伸至海耶斯。
2019 年 9 月，森寶利和房地產開發商 Mount Anvil 提交了一份規劃申請，計劃在現有新十字門零售園區原址上建造 1,161 套住宅和一家新超市。2019 年 10 月，倫敦交通局的諮詢解釋說，該地點是延線工程所必需的工地位置，其他建議的工地太小或會破壞環境。在當地社區、活動團體和倫敦交通局的負面反饋後，森寶利和 Mount Anvil 隨後於 2020 年 2 月撤回了申請，稱延線工程“破壞了場地”，使他們的開發變得不可行。

#### 2020年代
2020 年 1 月，作為象堡購物中心重建工程的一部分，南華克區議會和倫敦交通局同意分別出資 750 萬英鎊，為象堡站建造一個新的售票大廳。這個新的售票大廳將由開發商 Delancey 建造，將服務北線和未來的貝克盧線月台，並為車站帶來自動扶梯和無障礙通道。 這也能減少興建車站所需的土地，節省未來的建設費用。售票大廳預計於 2028/9 年開放。
據報道，倫敦交通局正在考慮對沿線開發商徵收地價捕獲稅，以支付延線費用。該稅先前曾為橫貫鐵路的部分項目籌集了 41 億英鎊。
2020年11月，倫敦交通局發布了2019年諮詢報告。當局收到超過 8,700 份回复，其中 89% 表示支持。透過「支持貝克盧線」運動，還收到了另外 20,600 份相同的正面回應。人們也強烈支持（82%）進一步延伸至海耶斯和貝肯納姆交匯站。倫敦交通局也確認了兩個老肯特路車站的名稱－伯吉斯公園和老肯特路。倫敦交通局表示，下一步是為立法保障延線，使沿線的物業發展不會與延線工程產生衝突，並在資金到位的情況下，透過《運輸與工程法令》申請建造延線的許可。

#### 路線得到保障、延線項目暫停
2021 年，從象堡到劉易舍姆沿線得到了交通部的保護，保護了沿線地上和地底的土地，以便將來進行延線建設。倫敦市長簡世德、倫敦交通局和地方議會都對此表示歡迎。
由於 COVID-19 疫情造成的財務狀況，延線的實施工作被擱置，倫敦交通局提交的綜合支出審查報告中指出，「我們對未來十年可負擔的費用持現實態度」。 2021 年 3 月，倫敦交通局財務主管表示，貝克盧線南延於未來十年內不會通車。
2021 年 4 月，南華克區議會同意考慮，如果貝克盧線延線無法進行，是否可以考慮沿著老肯特路開通一條有軌電車線路，為沿線的開發工地提供服務，因為有軌電車能比貝克盧線南延更快完成、更便宜。如果不建造南延線，議會在延線沿途可興建的住宅數量將限制在 9,500 套左右。
2024 年 10 月，倫敦交通局批出了象堡至劉易舍姆沿途四個新站的可行性研究合約，該四站預計將於 2040 年開放。